# 530-as busz
Az 530-as busz egy Cegléden belül közlekedő autóbuszvonal. A járat Cegléd, autóbusz-állomás és Cegléd, Kossuth Gimnázium megálló között között közlekedik, a vonalat a MÁV Személyszállítási Zrt. üzemelteti.

## Útvonala
A buszjárat csak Cegléden belül közlekedik, egyfajta helyi járatként.
Megállói:
- Cegléd, autóbusz-állomás
- Cegléd, Gimnázium utca
- Cegléd, Posta
- Cegléd, Béke tér
- Cegléd, kórház
- Cegléd, Bede
- Cegléd, CAT lakótelep bejárati út
- Cegléd, Kossuth Gimnázium